# Memorial to Miles
Memorial To Miles – festiwal muzyki jazz odbywający się w Kielcach.
Festiwal jest niejako hołdem dla legendarnego trębacza jazzowego – Milesa Davisa. Odbywa się zawsze we wrześniu, w okolicy rocznicy śmierci artysty (28 września 1991).
Jednym z pomysłodawców i stałych widzów imprezy jest Wojciech Lubawski – Prezydent Miasta Kielc.

## Dotychczasowe edycje

### 2008
| Rok  | Data  | Wydarzenie          | Szczegóły |
| ---- | ----- | ------------------- | --- |
| 2008 | 27.09 | Koncert World Music | Lura |
| 2008 | 28.09 | Letko ‘Many Things’ | Zespół w składzie: Monika Bożyk – vocal, seqencer Grzegorz Degejda – perkusja, sequencer Mikołaj Macek – bass, syntezator Irek Józwiak – piano Rafał Gęborek – trąbka Igor Przebindowski – wibrafon |
| 2008 | 28.09 | FULL DRIVE 2        | Kwartet jazzowy w składzie: Henryk Miśkiewicz – saksofony Marek Napiórkowski – gitary Robert Kubiszyn – gitara basowa Filip Woźniak – perkusja                                                      |
| 2008 | 28.09 | AGA ZARYAN          | |

### 2009
| Rok  | Data  | Wydarzenie                                  | Szczegóły                                   |
| ---- | ----- | ------------------------------------------- | ------------------------------------------- |
| 2009 | 25.09 | Koncert poświęcony pamięci Michała Zduniaka | m.in. Włodzimierz Kiniorski Stanisław Sojka |
| 2009 | 26.09 | Ryszard Styła                               |                                             |
| 2009 | 26.09 | Krzysia Górniak                             |                                             |
| 2009 | 26.09 | Omar Sosa                                   |                                             |
| 2009 | 27.09 | Artur Dutkiewicz Trio                       |                                             |
| 2009 | 27.09 | Marcin Wasilewski Trio                      |                                             |
| 2009 | 27.09 | Dorota Miśkiewicz                           |                                             |

Pierwsza edycja festiwalu, która została objęta patronatem Targi Kielce.

### 2010
| Rok  | Data  | Wydarzenie                                       | Szczegóły                       |
| ---- | ----- | ------------------------------------------------ | ------------------------------- |
| 2010 | 24.09 | „Filmowa Noc Jazzowa”                            | „Droga” – reż. Grzegorz Korczak |
| 2010 | 25.09 | Artur Dutkiewicz Trio                            |                                 |
| 2010 | 25.09 | Mika Urbaniak                                    |                                 |
| 2010 | 25.09 | Tomasz Grochot Quintet featuring Eddie Henderson |                                 |
| 2010 | 26.09 | Siggy Davis                                      |                                 |
| 2010 | 26.09 | Erik Truffaz                                     |                                 |

### 2011
| Rok  | Data  | Wydarzenie                 | Szczegóły |
| ---- | ----- | -------------------------- | --- |
| 2011 | 23.09 | Koncert "Ach, Ten Swing!”  | BIG BAND KIELCE pod dyrekcją Jana Tokarza oraz soliści Janusz Szrom Aleksandra Lipińska Marzena Ślusarska                                                                                         |
| 2011 | 24.09 | TETRAPOD JAZZ BAND         | Edyta Popławska – vocal Michał Szkil – fortepian Ryszard Kupidura – perkusja Łukasz Rąkalski – puzon Rafał Kądziela – saksofon altowy Paweł Południak – trąbka Krzysztof Błaszkiewicz – kontrabas |
| 2011 | 24.09 | Stephan Becker TRIO        | Stephan Becker – fortepian Thomas Esch – perkusja Jacob Kuhnemann – kontrabas |
| 2011 | 24.09 | Saskia Laroo z zespołem    | Saskia Laroo |
| 2011 | 25.09 | Koncert Leszka Możdżera    | Leszek Możdżer solo |
| 2011 | 25.09 | Widowisko ‘Śpiewając Jazz’ | Carmen Moreno Anna Serafińska Maciej Zakościelny |